# 絶望歌謡大全集
『絶望歌謡大全集』（ぜつぼうかようだいぜんしゅう）は、2007年11月21日からスターチャイルド（キングレコード）より発売されている、絶望少女達の一連のアルバムシリーズである。

## 概要
テレビアニメ『さよなら絶望先生』のキャラクターソングが収録されている。初回限定盤は、それぞれエンドカードを封入。ジャケットはオープニング、エンディングのCDに続いて、総作画監督の守岡英行が描いている。

## リリース一覧

### 絶望歌謡大全集
2007年11月21日発売。
本作品の主人公である糸色望（神谷浩史）の曲も特別収録されている。また、ボーナストラックとコーラスにはMAEDAXも参加している。
初回盤は、第八話のエンドカード（画：荒川弘）を封入。

#### 収録曲
1. 神様との約束
歌：風浦可符香（野中藍） feat.音無芽留（斎藤千和）
作詞：只野菜摘／作曲・編曲：Low-tech Son
2. 薔薇の棺
歌：木津千里（井上麻里奈）
作詞：只野菜摘／作曲：田代智一／編曲：近藤昭雄
3. かげろう（粘着質倍増）
歌：小森霧（谷井あすか）、常月まとい（真田アサミ）
作詞：菊谷知樹・こだまさおり／作曲・編曲：菊谷知樹
4. 主人公
歌：日塔奈美（新谷良子）
作詞：只野菜摘／作曲・編曲：川田瑠夏
5. MISS UNIVERSE(S)
歌：木村カエレ（小林ゆう） feat.関内・マリア・太郎（沢城みゆき）
作詞：只野菜摘／作曲：和田耕平／編曲：安藤高弘
6. fetish
歌：小節あびる（後藤邑子）、藤吉晴美（松来未祐）
作詞：只野菜摘／作曲：cota／編曲：tetsu-yeah/cota
7. 絶世美人（お色直しモード）
歌：風浦可符香（野中藍）、木津千里（井上麻里奈）、木村カエレ（小林ゆう）、日塔奈美（新谷良子）
作詞：只野菜摘／作曲：橋本由香利／編曲：鈴木"CHiBUN"智文
8. デッド・ラインダンス、デス
歌：風浦可符香（野中藍）、木津千里（井上麻里奈）、木村カエレ（小林ゆう）、関内・マリア・太郎（沢城みゆき）、日塔奈美（新谷良子）、小森霧（谷井あすか）、常月まとい（真田アサミ）、小節あびる（後藤邑子）、藤吉晴美（松来未祐）
作詞：只野菜摘／作曲・編曲：橋本由香利
9. 絶唱
歌：糸色望（神谷浩史）
作詞：只野菜摘／作曲・編曲：長谷川智樹
10. ゴゴゴ・ビューティー
歌：木村カエレ（小林ゆう）
作詞：只野菜摘／作曲・編曲：長谷川智樹

※9、10曲目は特別収録

### 絶望歌謡大全集2
2009年9月30日発売。
初回盤は『【懺・】さよなら絶望先生』第四話のエンドカード（画：榎本俊二）が封入された。ジャケットは前回の絵と同じものが使用されているが、フルカラーになり、さらに加賀愛が追加された。

#### 収録曲
1. ピッコロ
歌：風浦可符香（野中藍）
作詞：只野菜摘／作曲・編曲：橋本由香利
2. 古都に佇む女
歌：木津千里（井上麻里奈）
作詞：只野菜摘／作曲・編曲：R・O・N
3. 金魚の接吻
歌：小森霧（谷井あすか）、常月まとい（真田アサミ）
作詞：只野菜摘／作曲：大智／編曲：youwitch
4. 36.7℃（主人公 その似）
歌：日塔奈美（新谷良子）
作詞：只野菜摘／作曲・編曲：川田瑠夏
5. フラジール・ガール
歌：木村カエレ（小林ゆう）
作詞：只野菜摘／作曲・編曲：川田瑠夏
6. 星の金貨山
歌：関内・マリア・太郎（沢城みゆき）
作詞：只野菜摘／作曲・編曲：NARASAKI
7. キリトリ線
歌：小節あびる（後藤邑子）
作詞：只野菜摘／作曲・編曲：R･O･N
8. 羽根ペンの魔法
歌：藤吉晴美（松来未祐）
◦作詞：只野菜摘／作曲：綾原圭二／編曲：近藤昭雄
9. 灰かぶりの少女
歌：加賀愛（後藤沙緒里）
作詞：只野菜摘／作曲・編曲：長谷川智樹
10. 絶望レストラン（化粧直しモード）
歌：小森霧（谷井あすか）、常月まとい（真田アサミ）、小節あびる（後藤邑子）、藤吉晴美（松来未祐）
作詞：只野菜摘／作曲：橋本由香利／Remix：宮崎誠
11. 密室ロッカーズ・ルーム
歌：風浦可符香（野中藍）、木津千里（井上麻里奈）、木村カエレ（小林ゆう）、日塔奈美（新谷良子）
作詞：只野菜摘／作曲・編曲：宮崎誠